# Medellín y Pigua 4ta. Sección
Medellín y Pigua 4ta. Sección är en ort i Mexiko.   Den ligger i kommunen Centro och delstaten Tabasco, i den sydöstra delen av landet, 700 km öster om huvudstaden Mexico City. Medellín y Pigua 4ta. Sección ligger 4 meter över havet och antalet invånare är 277.
Terrängen runt Medellín y Pigua 4ta. Sección är mycket platt. Runt Medellín y Pigua 4ta. Sección är det tätbefolkat, med 442 invånare per kvadratkilometer. Närmaste större samhälle är Villahermosa, 13,8 km sydväst om Medellín y Pigua 4ta. Sección. Trakten runt Medellín y Pigua 4ta. Sección består till största delen av jordbruksmark.